# Lasianobia superba
Lasianobia superba är en fjärilsart som beskrevs av Alphéraky 1892. Lasianobia superba ingår i släktet Lasianobia och familjen nattflyn. Inga underarter finns listade i Catalogue of Life.